# ستيوارت ميلز
ستيوارت ميلز (بالإنجليزية: Stuart Mills)‏ (7 أبريل 1990 بغلاسكو في المملكة المتحدة - ) هو لاعب كرة قدم بريطاني في مركز جناح. لعب مع هاميلتون أكاديميكال ونادي كلايد وBlantyre Victoria F.C. ‏ وKirkintilloch Rob Roy F.C. ‏ وPollok F.C. ‏.

## وصلات خارجية
- ستيوارت ميلز على موقع قاعدة بيانات كرة القدم.إي يو (الإنجليزية)
- ستيوارت ميلز على موقع Soccerbase.com (لاعب) (الإنجليزية)